# Palkinjärvi
Palkinjärvi är en sjö i kommunen Lieksa i landskapet Norra Karelen i Finland. Sjön ligger 166,3 meter över havet. Den är 5 meter djup. Arean är 67 hektar och strandlinjen är 8,21 kilometer lång. Sjön  ingår i Vuoksens huvudavrinningsområde.   Den ligger omkring 87 kilometer nordöst om Joensuu och omkring 460 kilometer nordöst om Helsingfors. 
I sjön finns ön Kalmosaari. 